# Лузинян
Лузиняни (на френски: de Lusignan; на арменски: Լուսինյան) е средновековна феодална династия и род в Кралство Франция (нач. 10-ти в. – 1303), Йерусалимското кралство (1186 – 1192; 1197 – 1205; 1268 – 1291), Кипърското кралство (1192 – 1473), Киликийска Армения (1342 – 1375) и Ахейското княжество (1364 – 1370)
Лузиняните са благородническо семейство от Западна Франция, което получава името си от замъка Лузинян, които владеят като васален феод на графа на Пуату и херцозите на Аквитания. Включват се активно в кръстоносните походи, установявайки тесни връзки с управляващите династии в кръстоносните държави в Близкия изток. Представителите на династията властват реално до края на 14 век в Киликийска Армения и в Кипър, а номинално и в Йерусалим до 1473 г., чиято светлейша титла Катерина Корнаро предава в наследство през 1489 г. на Венецианската република, титулувайки се и „дъщеря на свети Марко“.

## Крале на Йерусалим и Кипър
Първият известен представител на династията Лузинян е рицарят Юг (началото на 10-ти век), а последният представител е Юг XIII, починал през 1303 г. без да остави потомство.

### Ги дьо Лузинян (1186 – 1194)
Най-известен става клонът на фамилията Лузинян, чиито представители вземат участия в кръстоносните походи и се установяват в Близкия изток. През втората половина на 12-ти век в Палестина пристига рицарят Юг дьо Лузинян. Той има двама синове: Амори (1145 – 1025) и Ги дьо Лузинян (ок. 1150 – 1194). След като овдовява с първия си съпруг Гулиелмо (Вилхелм) V ди Монферато, регентката на Йерусалим Сибила д’Анжу се омъжва за Ги дьо Лузинян. Когато кралят дете Бодуен (Балдуин) V ди Монферато умира, Ги дьо Лузинян става владетел на Йерусалим (1186 – 1192), заедно със съпругата си. Скоро след това на територията на кралството нахлуват войските на египетския султан Саладин, разгромяват кръстоносците в битката при Тивериатското езеро и овладяват Йерусалим през 1187 г. Крал Ги е принуден да премести своята резиденция в Акра.
По време на Третия кръстоносен поход английският крал Ричард I Лъвското сърце побеждава през 1191 г. кипърския владетел Исак Дука Комнин, след което продава острова на Ордена на тамплиерите. Местното гръцко население не приема новите си господари и се вдига на бунт срещу тях. Когато положението става неудържима, тамплиерите отстъпват срещу значителна сума Кипър на Ги дьо Лузинян, който е коронован за крал на тази страна (1192 – 1194).

### Амори I (II) (1194 – 1205)
Ги дьо Лузинян няма свои деца и завещава кипърския престол на по-малкия си брат Амори I (1194 – 1205). След като овдовява с първата си съпруга Ешив д’Ибелин, новият крал се жени за йерусалимската кралица Изабела I д’Анжу и е провъзгласен за крал на Йерусалим под името Амори II (1197 – 1205). Той превръща Кипър в център на френската култура в Източното Средиземноморие. Има четири деца: Юг (Хуго) I (1197 – 1218); Амори († 1205), умрял неженен; Елвис, антиохийска княгиня чрез брака си с Реймонд II Рупрехт; Мелизанда, омъжена за антиохийския крал Боемунд IV.

### Юг (Хуго) I, Анри (Хайнрих) I, Юг (Хуго) II (1205 – 1267)
Амори I (II) оставя на трона на Кипър и Йерусалим на първородния си син Юг (Хуго) I (1205 – 1218). По негово време продължава заселването в Кипър на колонисти от Франция, Англия и Каталуния. Юг (Хуго) I взема за съпруга Алис (1196 – 1246), дъщеря на йерусалимската кралица Изабела I д’Анжу от брака ѝ с граф Анри II дьо Блоа-Шампан. Баща е на: Анри (Хайнрих) I (1217 – 1253); Изабела, съпруга на Анри, син на антиохийския княз Боемунд IV; Мария, омъжена за граф Готие IV дьо Бриен. Следващият владетел на Анри (Хайнрих) I (1218 – 1253), единственият син на Юг (Хуго) I. от 1247 г. той е регент на Йерусалимското кралство. Сключва три брака: с арменската принцеса Стефания, с Пиаченца, дъщеря на антиохийския княз Боемунд V, и с алис, дъщеря на маркиз Гулиелмо (Вилхелм) VI ди Монферато. единственият му син Юг (Хуго) II (1253 – 1267), крал на Кипър, не оставя наследници.

### Юг (Хуго) III, Жан I, Анри (Хайнрих) II, Юг (Хуго) IV (1267 – 1359)
След смъртта на Юг (Хуго) II, неговата корона преминава у неговия братовчед Юг (Хуго) III (1267 – 1284), син на Изабела и на антиохийския принц Анри. Една година по-късно той заема е йерусалимския престол (1268 – 1284). През 1255 г. Юг (Хуго) III се жени за Изабела (ок. 1241 – 1324), дъщеря на Ги д’Ибелин, маршал на Йерусалим, от която има девет деца:
1. Жан I (ок. 1266 – 1285), следващия крал на Кипър и Йерусалим;
2. Анри (Хайнрих) II (1271 – 1324), следващия крал на Кипър и Йерусалим;
3. Амори II (ок. 1272 – 1310), основоположник на клона Лузинян-Армения;
4. Мария (1273 – 1322), ∞ 1315 за арагонския крал Хайме II;
5. Емери (1274 – 1316), губернатор на Кипър от 1310;
6. Ги (1275 – 1303), конетабъл на Кипър, ∞ 1291 за Жана д’Ибелин (1253 – 1312);
7. Маргарита (1276 – 1296), ∞ 1288 за краля на Киликийска Армения Торос III (1271 – 1298);
8. Алис (1277 – 1324), ∞ 1292/95 за Балян д’ибелин († 1316), номинален управител на Галилея и Витлеем;
9. Изабела (1280 – 1319), ∞ 1. (1285/90) за Константин Негирски († 1308); ∞ 2. (1310, развод 1316) за Ошин I (1282 – 1320), крал на Киликийска Армения.[2]

Жан I (1284 – 1285) управлява Кипър и Йерусалим само една година и умира неженен. Наследява го брат му Анри (Хайнрих) II (1285 – 1324). едновременно с това той е коронован и за крал на Йерусалим (1285 – 1291). През 1291 г. египетските войски превземат Акра, последната крепост на кръстоносците в Палестина и унищожават йерусалимското кралство. През 1317 г. Анри (Хайнрих) II се жени за Констанца (1303 – 1344), дъщеря на сицилианския крал Федерико II, от която няма наследници, поради което го наследява неговия племенник Юг (Хуго) IV (1324 – 1359), син на по-малкия му брат Ги и Жана д’Ибелин. Той използва енергични мерки, за да ликвидира разбойничеството на острова и да предпази крайбрежието му от пирати. По негово време по-голямата част от населението на Кипър става жертва на големите чумни епидемии през 1348 и 1368 г. През 1307/10 г. Юг (Хуго) IV са жени за Мария (1294 – 1318), дъщеря на Ги д’Ибелин, граф на Яфа, от която има един син. След смъртта на първата си съпруга през 1318 г. Юг (Хуго) IV се жени повторно за Алис (1304/06 – 1386), дъщеря на Ги д’Ибелин, конетабъл на Кипър, от която има пет деца, доживели пълнолетие:
1. Ги (1) (1315/16 – 1343), конетабъл на Кипър (1336 – 1338), титулярен принц на Галилея, ∞ 1330 за ахейската княгиня Мария (1315 – 1387), дъщеря на херцог Луи I дьо Бурбон:
  1. Юг (Хуго) (1335 – 1385/86), титулярен принц на Галилея, княз на Ахея (1364 – 1370).
2. Ешива (2) (1322/24 – 1363), ∞ (1337/39, развод 1341) за Фернандо (1317 – 1343/47), принц на Майорка;
3. Пиер (Петър) I (2) (9.10.1328 – 17.1.1369), следващ крал на Кипър;
4. Жан дьо Лузинян (2) (1329/30 – 1375), титулярен принц на Антиохия, ∞ 1. (1343) за Констанция Арагонска († 1344); ∞ 2. (1350) за Алиса д’Ибелин
5. Жак I (2) (1334 – 1398), бъдещ крал на Кипър;
6. Маргарита (2), ∞ 1347/49 за Готие дьо Дамриер сюр Салон († 1373), сенешал на Кипър.[3]

### Пиер (Петър) I, Пиер (Петър) II (1359 – 1382)
След смъртта на Юг (Хуго) IV, престола на Кипър заема вторият му син Пиер (Петър) I (1359 – 1369), обявен за съвладетел още през 1358 г. Коронован е за титулярен крал на Йерусалим и Киликийска Армения през 1360 г. По негово време островът се утвърждава като средище на търговията между Близкия изток и Западна Европа, което води до големия му стопански разцвет. Владетелят е подпомаган във военните си начинания от своя по-малък брат, антиохийския принц Жан дьо Лузинян, конетабъл на Кипър и талантлив пълководец. За да ограничи пиратските нападения на някои от турските емири, Жан дьо Лузинян организира чести успешни експедиции по крайбрежието на Мала Азия. През 1365 г. крал Пиер (Петър) I и брат му дори успяват да превземат и разграбят Александрия (1365) и Триполи (1366), владения на египетския султан. недоволни от едно неуспешно решение на Пиер (Петър) I, неговите рицари го убиват през 1369 г. От брака си през 1353 г. с Леонора (1333 – 1416), дъщеря на арагонския принц Педро, Пиер (Петър) I име две деца:
1. Пиер (Петър) II (ок. 1357 – 1382), следващия крал на Кипър;
2. Маргарита (ок. 1360 – ок. 1397), ∞ 1385 за Жак дьо Лузинян, титулярен граф на Триполи.[3]

След убийството на Пиер (Петър) I престола наследява единственият му син Пиер (Петър) II (1369 – 1382). За негов регент е определен чичо му, антиохийския принц Жан дьо Лузинян. Кралят е обявен за пълнолетен през 1370 г. През 1373 – 1375 г. генуезците водят война срещу Кипър, по време на което превземат и разграбват редица градове и пленяват краля. След подписването на мирен договор, конетабълът Жан дьо Лузинян е убит по заповед на кралицата майка Леонора, която враждува с него. Синът му Жак († 1395/97), титулярен граф на Триполи, взема за съпруга своята братовчедка Маргарита, дъщеря на крал Пиер (Петър) I. От този брак се ражда Пиер († 1451), титулярен граф на Триполи и конетабъл на Кипър.

### Жак I, Жан II (1382 – 1432)
Крал Пиер (Петър) II умира без да остави наследници от съпругата си Валентина (1360/62 – 1393), дъщеря на миланския владетел Барнаба Висконти, поради което го наследява чичо му Жак I (1382 – 1398), дотогава в генуезки плен. През 1389 г. той е коронован за титулярен крал на Йерусалим, а през 1395 г. и на Киликийска Армения. През 1365 г. той се жени за Елоиза (Гелизия) (1353 – 1421), дъщеря на граф Филип фон Брауншвайг-Люнебург, от която има дванадесет деца, но само четири достигат пълнолетие:
1. Жан II (Янус) (1375 – 1432), следващия крал на Кипър;
2. Анри († 1427), титулярен принц на Галилея, ∞ 1406 за Елеонора († ок. 1414), дъщеря на Жак дьо лузинян, титулярен граф на Триполи;
3. Хуго († 1442), кардинал и архиепископ на Никозия;
4. Мария (1381 – 1404), ∞ 1402 за неаполитанския крал Ладислао Дурацо.[3]

Жак I оставя престола на първородния си син Жан II (Янус) (1398 – 1432). Новият крал е принуден да отблъсква честите нападения на египетските войски. През 1426 г. арабите го разгромяват при Хирокития. Кралят попада в плен, а брат му Анри, принцът на Галилея, загива в сражението. Жан II (Янус) е откупен през 1427 г. и се завръща в страната си, но пет години по-късно умира от парализа. От брака си през 1411 г. с Шарлота (1388 – 1434), дъщеря на граф Жан I дьо Бурбон-Ла Марш той има три деца:
1. Жан (Йоан) III (1418 – 1458), следващ крал на Кипър;
2. Анна (1419 – 1462), ∞ 1433 за херцог Лодовико I ди Савоя;
3. Мария († 1437).[3]

### Жан (Йоан) III, Шарлота Лузинян, Жак II, Жак III (1432 – 1474)
Новият крал Жан (Йоан) III (1432 – 1458) първоначално управлява под регентството на своя братовчед пиер дьо Лузинян, титулярен граф на Триполи. Скоро той навършва пълнолетие (1433) и през 1435 г. се жени за Амадея (1429 – 1440), дъщеря на маркиз Джан Джакопо ди Палеолог-Монферато. След ранната ѝ смърт, владетелят взема за съпруга през 1442 г. Елена (1428 – 1458), дъщеря на морейския деспот Теодор II Палеолог. Единствената му дъщеря Шарлота Лузинян (1444 – 1487) е омъжена за португалския херцог Жоау де Коимпра (1433 – 1457), получил титлата „княз на Антиохия“. След като овдовява, тя става съпруга през 1459 г. на своя братовчед, женевския граф Лодовико ди Савоя (1437 – 1482), провъзгласен за кипърски крал (1459 – 1460), но няма деца от него.
Шарлота Лузинян (1458 – 1460) е обявена за кралица след смъртта на баща си Жан (Йоан) III, но е отстранена от власт от незаконно родения си брат Жак II (1460 – 1473) и умира в изгнание през 1487 г. Жак II се жени през 1472 г. за венецианската аристократка Катерина Корнаро (1454 – 1510). Неговият единствен син Жак III (1473 – 1474) е последният крал на острова. След ранната му смърт, майка му Катерина предава Кипър под властта на Венецианската република.

### Крале на Кипър (1192 – 1473) и Йерусалим (1186 – 1192; 1197 – 1205; 1268 – 1291) от фамилията Лузинян
- 1192 – 1194: Ги дьо Лузинян (ок. 1150 – 1194), крал на Йерусалим (1186 – 1192), син на кръстоносецът Юг дьо Лузинян
- 1194 – 1205: Амори I (1145 – 1.4.1205), крал на Йерусалим (Амори II, 1197 – 1205), син на кръстоносецът Юг дьо Лузинян
- 1205 – 1218: Юг (Хуго) I (1194 – 10.1.1218), крал на Йерусалим (1205 – 1218), син на предходния
- 1218 – 1253: Анри (Хайнрих) I (3.5.1217 – 18.1.1253), син на предходния
- 1253 – 1267: Юг (Хуго) II (1252 – 5.12.1267), син на предходния
- 1267 – 1284: Юг (Хуго) III (1235 – 24.3.1284), крал на Йерусалим (Юг I, 1268 – 1284), братовчед на Юг II
- 1284 – 1285: Жан I (ок. 1266 – 20.5.1285), крал на Йерусалим (Жан II, 1284 – 1285), син на предходния
- 1285 – 1324: Анри (Хайнрих) II (1271 – 31.8.1324), крал на Йерусалим (1285 – 1291), брат на предходния
- 1324 – 1359: Юг (Хуго) IV (1293/96 – 10.10.1359), племенник на Анри II
- 1359 – 1369: Пиер (Петър) I (9.10.1328 – 17.1.1369), син на предходния
- 1369 – 1382: Пиер (Петър) II (ок. 1357 – 13.10.1382), син на предходния
- 1382 – 1398: Жак I (1334 – 9.9.1398), син на Юг IV
- 1398 – 1432: Жан II (Янус) (1375 – 29.6.1432), син на предходния
- 1432 – 1458: Жан (Йоан) III (16.5.1418 – 28.7.1458), син на предходния
- 1458 – 1460: Шарлота Лузинян (28.6.1444 – 16.7.1487), дъщеря на предходния
- 1460 – 1473: Жак II (1438/40 – 10.7.1473), незаконен син на Жан (Йоан) III
- 1473 – 1474: Жак III (28.8.1473 – 26.8.1474), син на предходния.[2][3]

## Крале на Киликийска Армения (1342 – 1375) от фамилията Лузинян
Клонът Лузинян-Армения води началото си от Амори II (ок. 1272 – 1310), граф на Тир и четвърти син на кипърския крал Юг (Хуго) III. Той сключва брак през 1292/93 г. с Изабела II, кралица на Киликийска Армения, и е определен за неин съуправител (1306 – 1310). Има двама синове: Константин III († 1344) и Жан († 1345). След ранната смърт на Константин III (1342 – 1344) престолът е наследен от брат му Жан (1344 – 1345). Жан е баща на управляващите последователно Константин IV (1345 – 1363), починал без потомство и на Левон VI (1365 – 1375). Покледният крал на Киликийска Армения крал Левон VI е прогонен от османските турци и умира в изгнание във Франция прец 1393 г. След неговата смърт титлата „крале на Армения“ носят владетелите на Кипър от рода на Лузиняните.
- 1342 – 1344: Константин III († 17.4.1344), племенник на кипърския крал Анри (Хайнрих) II
- 1345 – 1362: Константин IV (1313 – 1362), племенник на Константин III
- 1374 – 1375: Левон VI (1342 – 29.11.1393), племенник на Константин III.[2]